# 坂東三津五郎 (10代目)
十代目 坂東 三津五郎（じゅうだいめ ばんどう みつごろう、1956年〈昭和31年〉1月23日 - 2015年〈平成27年〉2月21日 ）は、日本の俳優、歌舞伎役者。日本舞踊坂東流家元。屋号は大和屋。定紋は三ツ大、替紋は花勝見。俳名は一万尺。
前名の五代目 坂東 八十助（ごだいめ ばんどう やそすけ）でも知られる。本名は守田 寿（もりた ひさし）。青山学院大学文学部中退。
ホリプロ・ブッキング・エージェンシー契約俳優。公称身長163cm・体重61kg・血液型B型。
長女は女優の守田菜生、長男は二代目坂東巳之助。また女優の池上季実子は従妹にあたる。

## 来歴・人物
坂東三津五郎家は江戸三座のひとつ守田座座元の守田勘彌家と家系が近く、十二代目守田勘彌の長男が養子に入って七代目坂東三津五郎となったことから本名が守田姓となっている。その七代目三津五郎の養子・八代目坂東三津五郎の長女・喜子（のぶこ）を母に、婿養子・四代目坂東八十助（後の九代目坂東三津五郎）を父に、守田寿は生まれた。守田家では七代目三津五郎以来の男児だったので、七代目の本名「壽作」（じゅさく）にあやかって「寿」（ひさし）と命名された。
1981年（昭和56年）に浅草公会堂で2年目の公演となる「初春花形歌舞伎」に父・三津五郎（当時・七代目蓑助）とともに出演して以降、同公演の常連として1998年（平成10年）まで11回の出演を重ねた。
十一代目市川海老蔵襲名披露興行において、白血病を発症した十二代目市川團十郎の代役として出演する活躍を見せた。
2013年8月、膵臓に腫瘍が判明し手術・治療のため入院。これにより「九月大歌舞伎」並びに「歌舞伎座特別舞踊会」を休演することになった。
2015年2月21日、膵臓がんのため死去。59歳没。生前最後の仕事は2月7日に収録した『美の壺』（NHK BSプレミアム）「粋を持ち歩く、印伝」でのインタビュー出演であり、2月27日に放送された。

## 年譜
- 1956年（昭和31年）1月23日 - 東京都中央区に生まれる。
- 1957年（昭和32年）3月 - 明治座『傀儡師』（かいらいし）の唐子で曾祖父・七代目三津五郎に抱かれて初お目見得。
- 1962年（昭和37年）9月 - 歌舞伎座『黎明鞍馬山』（れいめい くらまやま）の牛若丸で初舞台、五代目坂東八十助を襲名。同時に、祖父が八代目坂東三津五郎を、父が七代目坂東蓑助を襲名し、大和屋三代の襲名披露興行となった。
- 1975年（昭和50年） - 祖父・八代目三津五郎が死去。
- 1988年（昭和63年） - 昭和63年度芸術選奨新人賞受賞。
- 1999年（平成11年） - 父・九代目三津五郎が死去。
- 2001年（平成13年）1月 - 歌舞伎座『寿曽我対面』（ことぶき そがの たいめん）の曾我五郎、『六歌仙容彩』「喜撰」（ろっかせん すがたの いろどり、きせん）の喜撰法師で十代目坂東三津五郎を襲名。
- 2006年（平成18年） - 平成18年度日本芸術院賞受賞。
- 2007年（平成19年） - 第7回バッカーズ演劇奨励賞受賞。
- 2009年（平成21年） - 平成21年度紫綬褒章受章[9]。第30回松尾芸能賞大賞受賞。
- 2013年（平成25年） - 第54回毎日芸術賞受賞[10]。
- 2014年（平成26年） - 第21回読売演劇大賞最優秀男優賞受賞。
- 2015年（平成27年）2月21日 - 膵臓癌のため都内の病院で死去[11]。戒名は「香芸院爽進日寿居士」で、三津五郎の気品や役者として精進してきた歩みを表しているという。没後、旭日小綬章追贈[12]。

## 人物・逸話
- 私生活では二度の結婚・離婚を経て独身だった。
  - 初婚は1983年で、相手は宝塚歌劇団雪組・花組で男役準トップスターを務めた寿ひずるである。菜生を含む女児ふたりと、二代目巳之助を授かるが後に離婚。当時、三津五郎の実家の家族らと寿との結婚以来の諸々の確執や、近藤サトほか三津五郎に複数の女性関係があるとの噂などが取沙汰された。また3人の子の親権は三津五郎が、養育権は寿がもったエピソードもあるが、これは寿が離婚で子の姓が変わるといじめなど不利益にならないかという心配や、寿が若くして実父と死別（宝塚在団中）した経験から子を手放したくないことを三津五郎に申し入れていたためとされる。
  - 寿と離婚成立後、1998年に近藤サトと再婚したが、2000年に離婚。近藤との間には子はない。
- 生まれは日本橋小伝馬町だが、育ちは青山で、少年時代は近所の根津美術館や青山の都電車庫（現在その跡地にこどもの城が建っている）などでよく遊んでいたと自著で記している。
- また、同い年で幼馴染の十八代目中村勘三郎との交友ぶりはよく知られ、勘三郎の企画に名を連ねることが多かった。2012年12月5日の勘三郎の訃報を聞き、無言の帰宅をした勘三郎宅に駆けつけ、盟友の死に「人生の半分をもぎ取られたようだ」というコメントを残している。
- 自他共に認める大の城郭建築好きで知られ、三津五郎も「日本国内で行ったことのない城は、ひとつかふたつだけ」とコメントしていた[13]。その城好きが買われてBS朝日で日本の名城を案内する自身の冠番組を持っていたり、城に関する著書も発表したほどであった。
- 祖父の八代目三津五郎がフグ毒で死去したことから、自身はフグを食さなかった。
- 誰に対しても威張らない。
- インスタントコーヒーのCMに出演している時期に、出演したテレビ番組でコーヒーを飲んで「やっぱり本物のコーヒーは美味しい」と発言した。慌てて「インスタントでも美味しいのがありますよ」と取り繕ったが、CM出演期間が来ると更新されることなく降板した。

## 出演作品

### 当たり役
- 『六歌仙容彩』の喜撰法師
- 『倭仮名在原系図』（蘭平物狂）（やまとかな ありわら けいず、通称：らんぺい ものぐるい）の奴蘭平
- 『新皿屋舗月雨暈』（魚屋宗五郎）（しんさらやしき つきの あまがさ、通称：さかなや そうごろう）の宗五郎
- 『勧進帳』の武蔵坊弁慶

### 近代劇
- 天守物語（泉鏡花 作、1977年、日生劇場）
- 女たちの忠臣蔵（橋田壽賀子 作、石井ふく子 演出、1980年12月、帝国劇場）
- 冬の蝶（橋田壽賀子 作、石井ふく子 演出、1985年11月、名鉄ホール）
- 花の巴里の橘や（橋田壽賀子 作、石井ふく子 演出、1987年6月、名鉄ホール）
- 春日局（橋田壽賀子 作、石井ふく子 演出、1989年12月、帝国劇場）
- 浪花の恋唄「曽根崎心中」より お初・徳兵衛（近松門左衛門 作、石井ふく子 演出、1991年10月、新橋演舞場）
- 近松心中物語（蜷川幸雄演出、1995年 - 1999年）
- 砂利（劇団ダンダンブエノ、2007年）
- 晩秋（マキノノゾミ 作・演出、2009年11月、明治座）
- グレンギャリー・グレン・ロス（デヴィッド・マメット 作、青山真治 演出、2011年6月、天王洲 銀河劇場）
- 真田十勇士（2014年） - 語り

### テレビドラマ
- 鞍馬天狗（1969年 - 1970年、NHK） - 杉作 役
- 大河ドラマ（NHK）
  - 勝海舟（1974年） - 徳川家茂 役
  - 武田信玄（1988年） - 諏訪頼重 役
  - 徳川慶喜（1998年） - 勝海舟 役
  - 功名が辻（2006年） - 明智光秀 役
- 少年ドラマシリーズ（NHK）
  - 姉弟（1974年）
  - 快傑黒頭巾（1976年） - 天命堂・黒頭巾 役
- 新五捕物帳 第8話「蛇の道は蛇」（1977年、日本テレビ） - 岡部新十郎 役
- おていちゃん（1978年、NHK連続テレビ小説） - 大沢幸太郎 役
- 半七捕物帳 （1979年、テレビ朝日） - 松吉 役
- 桃太郎侍（1979年、日本テレビ）第117話 「男も惚れる千両役者」 - 嵐徳之助 役
- 風の隼人（1979年 - 1980年、NHK） - 百城月丸 役
- 御宿かわせみ 第24話「人は見かけに」（1981年、NHK） - 政吉 役
- 東芝日曜劇場「夢の鐘」（1982年12月19日、CBC） - 久念 役
- 人間が好きドラマシリーズ「姉妹」（1983年、TBS）
- ザ・サスペンス「虞美人草 まぼろしの愛に果てた紫の女!」（1984年1月7日、TBS）
- 水戸黄門 第14部 第37話「野望を断った天下の名刀・高松」（1984年7月9日、TBS・C.A.L） - 松平頼常 役
- スペシャル　十二代目市川団十郎襲名記念ドラマ　花道は炎のごとく（1985年3月28日、NTV） - 生島半六 役
- 忠臣蔵・女たち・愛（1987年、TBS） - 田中貞四郎 役
- 新春ワイド時代劇（テレビ東京）
  - 大忠臣蔵（1989年） - 萱野三平 役
  - 徳川武芸帳 柳生三代の剣（1993年） - 一心太助 役
- 愛に燃える戦国の女（1989年、TBS） - かしら 役
- 鬼平犯科帳 第1シリーズ 第8話「さむらい松五郎」（1989年、フジテレビ系） - 同心・山口平吉、さむらい松五郎 役
- 警部補古畑任三郎 第5回「汚れた王将」（1994年5月11日、フジテレビ系）  - 米沢八段 役
- 世にも奇妙な物語 聖夜の特別編 「ゴリラ」（1996年12月24日、フジテレビ） - 高橋 役
- 月曜ミステリー劇場「湯の町コンサルタントシリーズ」（2002年、TBS系） - 松城章太郎 役
- うぬぼれ刑事（2010年、TBS） - 栗橋誠 役
- 猫弁と透明人間（2013年、TBS） - 秦野秀一 役
- ルーズヴェルト・ゲーム（2014年、TBS） - 尾藤辰五郎 役

### 映画
- Mishima 金閣寺（1985年） - 溝口 役 ※ 日本未公開
- 竜馬を斬った男（1987年） - 亀谷喜助 役
- 利休（1989年） - 石田三成 役
- 写楽（1995年） - 松平定信 役
- 阿修羅のごとく（2003年） - 枡川貞治 役
- 武士の一分（2006年） - 島田藤弥 役
- 母べえ（2008年） - 野上滋 役
- 雷桜（2010年） - 徳川家斉 役
- 聯合艦隊司令長官 山本五十六（2011年） - 堀悌吉 役[14]

### ドキュメンタリー・情報番組
- ワーズワースの庭で（1993年 - 1994年、フジテレビ系）
- ワーズワースの冒険（1994年 - 1997年、フジテレビ系）
- 世界の街道をゆく（2009年10月1日 - 2015年2月27日、テレビ朝日） - ナレーション
- 坂東三津五郎がいく 日本の城ミステリー紀行（2010年10月8日 - 2011年3月25日、BS朝日）
- にっぽんの芸能「蔵出し！名舞台 歌舞伎の求道者・十世坂東三津五郎」（2021年9月24日、NHK Eテレ）[15]

### ラジオ
- FMシアター　特集オーディオドラマ’94 「笑の大学」（1994年11月5日、NHK-FM） - 椿一 役[16]　※第32回ギャラクシー賞ラジオ部門優秀賞受賞作品
- ドラマ「西行花伝」（NHK-FM） - 藤原秋実 役
  - その一・花の巻（1997年1月2日）[17]
  - その二・雪の巻（1997年1月3日）[18]
  - その三・月の巻（1997年2月11日）[19]

### CM
- 加美乃素本舗（1990年代半ば、加美乃素シリーズ全般、5代目坂東八十助として）
- ネスレ日本「ネスカフェゴールドブレンド」（1992年）
- 大日本除虫菊「虫よけキンチョール」
- 日本たばこ産業「フロンティア・ライト・100's」（1994年）

## 著書
- 『十代目 坂東三津五郎』（NHK出版、2000年）、襲名記念出版
- 『あばれ熨斗』（三月書房、2001年）
- 『粋にいなせに 三津五郎』（ぴあ、2005年）
- 『坂東三津五郎 歌舞伎の愉しみ』（長谷部浩編、岩波書店、2008年7月、岩波現代文庫）
- 『坂東三津五郎 踊りの愉しみ』（長谷部浩編、岩波書店、2010年9月、岩波現代文庫）、各・2015年6月
- 『三津五郎 城めぐり』（三月書房、2010年11月）
- 『坂東三津五郎　粋な城めぐり』(角川SSC新書カラー版、2012年1月）